# NGC 7665
NGC 7665 é uma galáxia espiral (Sm) localizada na direcção da constelação de Aquarius. Possui uma declinação de -09° 23' 11" e uma ascensão recta de 23 horas, 27 minutos e 14,8 segundos.
A galáxia NGC 7665 foi descoberta em 28 de Setembro de 1785 por William Herschel.